# Коптево (станция МЦК)
Ко́птево — остановочный пункт Малого кольца Московской железной дороги, которая обслуживает маршрут городского электропоезда — Московское центральное кольцо.

## Расположение
Находится в районе Коптево напротив локомотивного депо Лихоборы. Имеет один вестибюль, совмещённый с надземным переходом через пути линии. Выход к Михалковской улице и усадьбе Михалково на севере и Коптевской улице, рядом с конечной трамвайной остановкой «Михалково» на юге.
| - Проект ТПУ «Коптево». Реализован в упрощённом виде, мост прямой - Поезд на станции |

## Открытие
Открытие неоднократно переносилось.

Первоначально планировалось запустить станцию вместе со всем МЦК 10 сентября 2016 года. Однако за неделю до открытия появилась информация, что ряд станций 10 сентября не откроется, их число варьировалось в районе 7, однако не открылись впоследствии только 5 — среди всех вариантов числилась и станция «Коптево».

1 ноября в 14:00 станция была открыта для пассажиров и стала полноценной частью МЦК.

## Пассажиропоток
Из 31 станции МЦК Коптево занимает 13-е место по популярности. В 2017 году средний пассажиропоток по входу и выходу составил 19 тыс. чел. в день и 574 тыс. чел. в месяц. В первый полный рабочий день 2 ноября 2016 года станцией воспользовались почти 6 тыс. человек.

## Наземный общественный транспорт
На этой станции можно пересесть на следующие маршруты городского пассажирского транспорта:
- Автобусы: 72, 90, 123, 427, 565, 621, 801
- Трамваи: 23, 29, 30

## Перспективы
Около платформы будет построен храм, обустроены заездные карманы для общественного транспорта. Согласно проекту, пассажиропоток станции Коптево составит около 9,6 тысячи человек в час пик.
В 2021 году на перегоне МЦК Коптево — Лихоборы были сооружены три служебные низкие платформы, которые используются проводниками поездов дальнего следования, у которых производится перецепка электровоза при повороте с Ленинградского направления ОЖД в сторону Восточного вокзала и обратно, для перекура во время соответствующих технических остановок. С лета 2023 года эта же часть перегона МЦК используется для оборота пригородных электропоездов Ленинградского направления с конечным пунктом на платформе "Грачёвская": прибывший из области электропоезд поворачивает на МЦК, останавливается возле тех же платформ, затем машинист переходит в противоположную кабину, после чего по соединительной ветви чётного направления поворачивает обратно к "Грачёвской".

## Галерея
| - Платформа - Южный вход - Южный вход - Северный вестибюль - Северный вестибюль - Кассовый зал |